# Obermeitingen
Obermeitingen település Németországban, azon belül Bajorországban. Lakosainak száma 1781 fő (2023. december 31.).

## Népesség
A település népessége az elmúlt években az alábbi módon változott:
| Lakosok száma | 313  | 837  | 1314 | 1265 | 1526 | 1582 | 1718 | 1749 | 1780 | 1781 |
|               | 1875 | 1950 | 1975 | 1987 | 2012 | 2014 | 2016 | 2017 | 2021 | 2023 |